# Crédit d'impôt pour la compétitivité et l'emploi
Le crédit d'impôt pour la compétitivité et l'emploi (CICE) était un avantage fiscal envers les entreprises soumises à un régime réel d'imposition et qui emploient des salariés. Introduit par l'article 66 de la troisième loi de finances rectificative pour 2012, il est entré en vigueur le 1er janvier 2013. Son taux, pourcentage de la masse salariale dont l'assiette a été ajustée, a progressivement évolué de 4 % en 2013, à 6 % en 2014, 7 % en 2017 puis 6 % en 2018, avec un taux plus élevé pour les départements d'outre mer.
Le CICE a été remplacé depuis le 1er janvier 2019 (sauf pour Mayotte) par un allègement des cotisations sociales pour les employeurs, ce qui revient à rendre la mesure durable pour les entreprises. Plus de 100 milliards d'euros ont été alloués aux entreprises à travers ce dispositif.
Le CICE était une mesure du gouvernement de Jean-Marc Ayrault visant à soutenir les entreprises françaises et proposé par Jean-Marc Ayrault lui-même dans le Pacte national pour la croissance, la compétitivité et l'emploi en novembre 2012. Son montant est de 20 milliards d'euros par an. 
Certains économistes et experts ont critiqué le CICE le présentant comme un « cadeau sans contrepartie fait aux entreprises » le jugeant inefficace pour lutter contre le chômage tout en étant extrêmement coûteux pour les finances publiques,. Néanmoins, celui-ci poursuivait d'autres objectifs que la réduction du chômage, notamment l'amélioration de la compétitivité-prix de l'industrie et la reconstitution des marges des PME au sortir de la crise économique de 2008.
Il est largement transformé en 2019 en allègements de cotisations employeurs.

## Historique
L'idée du CICE voit le jour dans le Pacte national pour la croissance, la compétitivité et l'emploi présenté par le gouvernement de Jean-Marc Ayrault le 6 novembre 2012 après la remise du « Rapport sur la compétitivité française » : ce projet est issu du travail du « groupe de la Rotonde » dans le cadre des mesures de « choc de compétitivité », et l'un des principaux artisans en serait Emmanuel Macron,,. Le CICE entre en vigueur le 1er janvier 2013.
En 2013, le crédit d'impôt est équivalent à 4 % de la masse salariale de l'entreprise hors salaires supérieurs à 2,5 fois le SMIC. Le gouvernement évalue à 13 milliards d'euros le coût du crédit d'impôt pour 2013 et à 20 milliards pour 2014. D'après le gouvernement, le financement de la mesure repose sur des économies dans les dépenses de l'État, une hausse de la TVA et une hausse de la fiscalité écologique. Le CICE doit notamment être financé par la taxe carbone, comme en témoigne la lettre de mission de juillet 2013 des ministres Pierre Moscovici et Delphine Batho, à l'attention de Christian de Perthuis, président du comité pour la fiscalité écologique (CFE) chargé de mettre en place la taxe. La loi prévoit aussi un dispositif de préfinancement du CICE pour les entreprises éligibles. Ce préfinancement est pris en charge par Oséo, filiale de la banque publique d'investissement.
Dès son annonce, puis après sa mise place, Hervé Lambel, alors candidat à la présidence du Medef, critique le dispositif. Il considère que le décalage de trésorerie qu'implique le dispositif en est la principale faiblesse et qu'il aura des impacts négatifs en matière de défaillances d'entreprises et d'emplois. Les études d'impact lui donneront raison,. Par ailleurs, il considère que la procédure de préfinancement du CICE est mal adaptée et complexe pour de nombreuses TPE et PME qui n'y auront pas accès, alors que l'intention est juste. Les mêmes études en confirmeront l'effet positif pour les entreprises qui y auront eu recours.
D'après la loi, les entreprises doivent utiliser le CICE pour investir, embaucher ou conquérir de nouveaux marchés et ne doivent pas l'utiliser pour augmenter les salaires des dirigeants ou les dividendes des actionnaires. Néanmoins, les instructions transmises à l'administration fiscale en juillet 2013 énoncent que le report de l'utilisation du CICE dans les comptes annuels de l'entreprise est une possibilité et non une obligation et que l'utilisation du CICE ne sera pas contrôlée par l'administration fiscale.
Quelques mois après la mise en œuvre de la mesure, le gouvernement s'aperçoit que certaines entreprises exigent de leurs fournisseurs de baisser leurs tarifs au motif qu'ils seraient bénéficiaires du CICE. En juillet 2013, le ministre de l'économie et des finances, Pierre Moscovici, demande à la direction générale de la concurrence, de la consommation et de la répression des fraudes d'être vigilante sur la question,. Le 25 juillet 2013, le gouvernement met en place un comité de suivi du CICE présidé par Jean Pisani-Ferry, commissaire général à la stratégie et à la prospective, qui a pour mission d'évaluer le dispositif.
Au 1er janvier 2014, le taux du CICE passe de 4 % de la masse salariale comprise entre 1 et 2,5 SMIC à 6 %. Dans les départements d'outre-mer, le taux passe à 7,5 % au 1er janvier 2015 puis à 9 % au 1er janvier 2016. Le taux est relevé à partir du 1er janvier 2017, passant à 7 % de la masse salariale, puis à nouveau fixé à 6 % des rémunérations versées en 2018 pour la dernière année d'existence du CICE.
En juillet 2014, Rue89 révèle que le rapporteur de la mission d'information parlementaire sur le CICE, le député socialiste Yves Blein, est un membre de la famille Mulliez, ce qui peut poser un problème de conflit d'intérêts dans la mesure où le groupe Mulliez a largement bénéficié de ce dispositif (44 millions d'euros en 2013). En 2016, c'est cette fois-ci L'Humanité qui pointe du doigt Pierre Gattaz, fervent soutien du CICE auprès de la classe politique, dont l'entreprise a vu ses impôts diminuer de 876 000 euros grâce à cette mesure sans créer le moindre emploi, somme entièrement reversée à la famille Gattaz sous forme de dividendes
En juillet 2016, le rapport d'informations de la sénatrice Marie-France Beaufils critique fortement le dispositif dont elle souligne le coût important pour les finances publiques (i.e. un manque à gagner de 19 milliards d'euros) face à des effets sur l'emploi très incertains,.
Le rapport 2016 du Comité de suivi publié au mois de septembre de la même année confirme l'absence d'effet du CICE. En comparant les entreprises plus fortement ciblées par le dispositif et les entreprises moins fortement ciblées pour les années 2013 et 2014, le Laboratoire interdisciplinaire d'évaluation des politiques publiques (LIEPP) de l'Institut d'études politiques de Paris montre qu'il n'y a pas d'effet avéré du dispositif sur les exportations, les investissements et l'emploi. En revanche, l'analyse met en avant des effets sur le résultat net des entreprises et sur les salaires. L'analyse de l'OFCE, centrée sur les effets sur les exportations et la compétitivité, montre que le CICE n'a pas eu d'effet à court terme sur les exportations mais suggère néanmoins qu'il pourrait y avoir des effets positifs à moyen terme.

## Analyse du dispositif
Le CICE a été considéré comme une politique de dévaluation fiscale, visant à réduire le coût du travail des entreprises françaises par rapport aux entreprises étrangères.

### Effet sur les finances publiques
Le CICE représente un coût pour les finances publiques. Ce coût est évalué à 11,3 milliards d'euros en 2013, à 19 milliards d'euros en 2015 et estimé à 21 milliards d'euros en 2018. En 2019, le coût cumulé est de plus de 100 milliards d'euros.
Le coût annuel du CICE peut être approché de deux manières. La première consiste à enregistrer le coût lorsque la créance sur l'Etat est créée.
| En milliards d'euros                      | 2013   | 2014   | 2015   | 2016   | 2017   | 2018    | 2019   | 2020   | 2021   | 2022   | 2023   | 2024   | Total  |
| ----------------------------------------- | ------ | ------ | ------ | ------ | ------ | ------- | ------ | ------ | ------ | ------ | ------ | ------ | ------ |
| Montant de la créance au titre de l'année | 11,820 | 18,183 | 18,332 | 18,510 | 22,152 | inconnu | éteint | éteint | éteint | éteint | éteint | éteint | 88,997 |

La seconde consiste à enregistrer le coût lorsque ces créances sont soldées, c'est-à-dire lorsque le contribuable fait valoir le bénéfice du crédit d'impôt dans sa déclaration : c'est à ce moment-là que le coût est effectivement enregistré dans la comptabilité budgétaire de l'Etat et affecte donc les finances publiques. Ce décalage explique le fait que, alors que la création de droits au CICE est éteinte depuis le 1er janvier 2020, le CICE continue à avoir un coût sur les années ultérieures.
| En milliards d'euros                                       | 2014  | 2015   | 2016   | 2017   | 2018   | 2019   | 2020   | 2021   | 2022   | 2023      | 2024      | Total   |
| ---------------------------------------------------------- | ----- | ------ | ------ | ------ | ------ | ------ | ------ | ------ | ------ | --------- | --------- | ------- |
| Coût budgétaire effectif du CICE                           | 6,438 | 12,410 | 12,898 | 15,718 | 19,414 | 19,198 | 8,650  | 6,920  | 5,525  | 1,173 (p) | 0,309 (p) | 108,653 |
| Coût de la pérennisation en baisse de cotisations sociales |       |        |        |        |        | 24,800 | 25,600 | 26,400 | 26,400 | 26,400    | 26,400    | 156,000 |
| Coût total (somme)                                         | 6,438 | 12,410 | 12,898 | 15,718 | 19,414 | 43,998 | 34,250 | 33,320 | 31,925 | 27,573    | 26,709    | 264,653 |

En 2019 à la suite du basculement du CICE en baisse de cotisations pérenne, le déficit de l'Etat  augmente d'1 % du PIB afin de s'établir à 3,1 %, l'Etat devant rembourser aux entreprises la réduction d'impôt dû en 2018. À partir de cette année une partie de la TVA collectée pour le budget de l'État est transférée à la sécurité Sociale afin de compenser la baisse des cotisations.

### Effet sur l'emploi

#### Évaluation ex ante
Mathieu Plane, économiste à l'OFCE, estime en 2012 que le CICE permettrait de diminuer le coût du travail de 2,6 % en moyenne. Selon lui, cette baisse permettrait de créer, cinq ans après sa mise en place, 150 000 emplois et de gagner 0,1 point de croissance du PIB. Mathieu Plane souligne aussi que le crédit d'impôt alloué n'a pour base que la masse salariale, qui est beaucoup moins liée à la rentabilité et à la compétitivité d'une entreprise que le niveau de ses investissements. Il contribuerait donc davantage à soutenir l'emploi que la compétitivité des entreprises,.

#### Évaluation ex post
Le rapport du comité de suivi du Crédit d'impôt pour la compétitivité et l'emploi de 2014 souligne que les recrutements sont quasi absents des utilisations réalisées ou projetées du CICE. Dans son rapport de 2018, le comité de suivi estime que ce dispositif n'aurait permis de créer ou de sauvegarder qu'environ 100 000 emplois.
Le rapport de l'OFCE de décembre 2015 estime que le CICE a permis de créer ou de sauvegarder 140 000 emplois. En 2018, l'OFCE estime que la pérennisation du CICE engagée par Emmanuel Macron, qui a décidé de le transformer en baisse de cotisations permanentes, ne fera gagner que 40 000 à 50 000 emplois à l'économie française, à l'horizon 2023. En 2016, l'OFCE considère que le CICE a surtout permis aux entreprises de reconstituer leurs marges et d'améliorer leur compétitivité à l'export.
Fin septembre 2016, le Comité de suivi du CICE publie son rapport annuel. Deux équipes sont attachées à évaluer l'impact du CICE sur l'emploi et les salaires. Elles n'obtiennent pas les mêmes résultats :
- L'une, TEPP, conclut à la création ou la sauvegarde de 45 000  à   115 000 emplois, concentré sur le quart des entreprises les plus exposées au CICE, et à l'absence d'effet d'augmentation des salaires.
- L'autre, LIEPP, ne met pas en évidence d'effet positif sur l'emploi ni sur les salaires par tête[51], mais décèle un effet positif sur les salaires horaires.

En 2019, le groupe Carrefour est assigné en justice par la Confédération générale du travail (CGT) qui lui reproche d'avoir touché des centaines de millions d'euros de crédit d'impôt pour la compétitivité et l'emploi (CICE) tout en supprimant près de 2 000 emplois en France entre 2013 et 2017.
En décembre 2020, une étude qui s'appuie sur le modèle de simulation macro-économique de la Banque de France (FR-BDF) publiée par Pierre Aldama, Marion Cochard et Jean-François Ouvrard réévalue nettement l'effet du CICE par rapport aux travaux de France Stratégie et estime que le CICE aurait créé 240 000 emplois entre fin 2015 et fin 2019.

### Effet sur le taux de marge des entreprises
Selon le rapport d'évaluation du CICE de 2016, des entreprises auraient reconstitué leurs marges en utilisant une importante partie du CICE, mais sans certitude« L'impact du CICE sur la masse salariale versée par les entreprises, somme de l'effet sur l'emploi et sur les salaires, apparaît mesuré, et ne correspond qu'à une fraction des créances pour 2013 et 2014. Cela suggère que les entreprises ont consacré une partie importante du CICE à la reconstitution de leurs marges. Pourtant, les travaux d'évaluation peinent à faire apparaître de façon robuste un effet différencié sur l'évolution du taux de marge des entreprises, selon que celles-ci ont bénéficié plus ou moins fortement du dispositif. ».

### Effet sur la balance commerciale
Pour le gouvernement, le dispositif vise à diminuer le coût du travail afin d'améliorer, à court ou moyen terme, la balance commerciale. Le constat est fait que depuis les années 2000, la balance commerciale est devenue déficitaire tandis que le coût moyen du travail a augmenté en comparaison de l'Allemagne, cette dernière ayant diminué son coût moyen.
En octobre 2013, le comité de suivi du CICE, dirigé par Jean Pisani-Ferry, constate que le dispositif profite plus aux entreprises peu ou pas exportatrices qu'aux entreprises exportatrices,. Ainsi 46 % de la masse salariale des entreprises exportant plus de 35 % de leur chiffre d'affaires est éligible au CICE, contre 80 % pour les entreprises non exportatrices.

### Lisibilité du dispositif
Le dispositif a d'emblée été critiqué pour sa complexité et son manque de lisibilité. Ainsi, dans Libération, Thomas Piketty dénonce dès novembre 2012 la création d'une « usine à gaz fiscale ». Laurent Mauduit y voit un spectaculaire reniement de la part de François Hollande.

### Débat sur le ciblage du dispositif
Le député socialiste Christian Eckert, rapporteur de la commission des finances, a au contraire d'emblée dénoncé le fait que le dispositif ne soit pas ciblé sur les entreprises exportatrices. Il explique ainsi sur son blog en juin 2013 que « cela va « profiter » à la grande distribution, aux cliniques privées, aux cabinets des avocats, notaires, experts comptables et autres professions à honoraires réglementés, qui ne se trouvent pas dans un secteur soumis à la concurrence effrénée de nos voisins européens,. »
Henri Lachmann, quant à lui, estime que le dispositif concerne principalement des métiers non qualifiés et des emplois non délocalisables (il donne l'exemple de La Poste) et qu'il n'est donc pas vraiment efficace sur la compétitivité.
Dans son ouvrage Les illusions économiques de l'Union européenne, Charles-Henri Gallois défend également qu'un ciblage des entreprises exposées à la concurrence internationale aurait eu plus de sens, mais que cela aurait été contraire aux règles de concurrence des traités européens.

### Débat sur l'identité des entreprises bénéficiaires du dispositif
Début 2019, le CICE a bénéficié à 6 millions d'entreprises, dont une immense majorité qui emploient moins de 25 salariés (celles-ci étant les plus nombreuses dans l'économie française). Les entreprises de plus de 250 salariés ont capté près de la moitié du CICE, ce qui correspond au principe de la mesure (plus une entreprise emploie de personnes à bas salaires, plus elle peut réclamer d'aides). En 2016, 256 entreprises de plus de 5 000 salariés se sont partagé un peu plus de 5 milliards d'euros liés au CICE, soit une moyenne de 20 millions d'euros par entreprise ; Les décodeurs du Monde relèvent que « les bénéfices de certaines se comptaient cette année-là en centaines de millions, voire en milliards d'euros », et que « leurs dirigeants disposaient de rémunérations très confortables ». Certaines de ces grandes entreprises ont supprimé des emplois tout en recevant cette aide publique (comme Auchan, Sanofi et Carrefour), suscitant la polémique. De nombreuses voix ont appelé à imposer aux grandes entreprises des contreparties contraignantes en matière d'emploi ou de salaires, ou à les forcer à rembourser les aides en cas de plan social.
Début 2016, l'émission Spécial Investigation s'intéresse, à l'occasion d'une soirée intitulée « Aides aux entreprises : le grand bluff », aux crédits d'impôt accordés par le CICE. Elle analyse notamment l'exemple de Radiall, l'entreprise du patron du MEDEF, Pierre Gattaz : celle-ci a empoché plusieurs millions d'euros du CICE mais n'a pas créé d'emploi. À la place, l'essentiel du montant fut reversé aux actionnaires, c'est-à-dire principalement à la famille Gattaz.
Dans Le Point, Jean Nouailhac critique l'identité des entreprises qui ont le plus bénéficié du CICE. Il dénonce le fait que des entreprises, dont l'État est actionnaire, comme La Poste, ont grandement bénéficié du dispositif, sans pour autant embaucher.
Le journal Fakir de décembre 2016 consacre un dossier au CICE dans lequel il dénonce le fait que plusieurs enseignes de la grande distribution auraient transformé l'aide de l'État en dividendes pour les actionnaires, ou en rétributions pour les patrons.

### Effet sur les salaires
L'institut Coe-Rexecode craint que le CICE ne constitue une barrière à la hausse des salaires au-delà de 2,5 SMIC.

## Crédit d'impôt de taxe sur les salaires
Ce dispositif est prévu par la loi de finances pour 2017. Il instaure, depuis le 1er janvier 2017, un crédit d'impôt de taxe sur les salaires (CITS). Ce nouveau dispositif à destination des organismes sans but lucratif (associations) est identique au crédit d'impôt pour la compétitivité et l'emploi mis en place en 2013.
Depuis 2019 le crédit d'impôt est transformé en baisse de cotisations sociales.